# Bogusław Sobczak
Bogusław Sobczak (ur. 25 czerwca 1979 w Krakowie) – polski polityk, publicysta, z wykształcenia ekonomista, poseł na Sejm V kadencji.

## Życiorys
W 2004 ukończył studia z zakresu gospodarki i administracji publicznej na Akademii Ekonomicznej w Krakowie. Od 2003 do 2005 pracował w krakowskim urzędzie miasta.
W 1998 przystąpił do Młodzieży Wszechpolskiej. Od 2001 do 2002 był sekretarzem, a do 2005 wiceprezesem rady naczelnej tej organizacji. W latach 2004–2005 pełnił funkcję prezesa okręgu małopolskiego.
W wyborach parlamentarnych w 2001 bez powodzenia kandydował do Sejmu jako bezpartyjny, z listy Ligi Polskich Rodzin w okręgu warszawskim. Następnie wstąpił do tego ugrupowania. W 2002 bezskutecznie ubiegał się z ramienia LPR o mandat w sejmiku małopolskim. W wyborach w 2005 uzyskał z listy tej partii mandat poselski w okręgu tarnowskim liczbą 6480 głosów. Zasiadał m.in. w Komisji Obrony Narodowej i Komisji Finansów Publicznych.
Bez powodzenia ubiegał się o reelekcję w przedterminowych wyborach parlamentarnych w 2007. W 2008 wrócił do Urzędu Miasta Krakowa, gdzie pracował w Wydziale Finansowym. W lutym 2009 został zatrudniony jako specjalista ds. inwestycji w Telewizji Polskiej.
Od 2000 do 2001 publikował w „Myśli Polskiej”, a od 2008 do 2009 pisał dla „Polityki Narodowej”.